# Clovia nitida
Clovia nitida är en insektsart som först beskrevs av Carl Stål 1865.  Clovia nitida ingår i släktet Clovia och familjen spottstritar. Inga underarter finns listade i Catalogue of Life.